# Роща (Шаранський район)
Ро́ща (рос. Роща, башк. Роща) — присілок у складі Шаранського району Башкортостану, Росія. Входить до складу Писаревської сільської ради.
Населення — 14 осіб (2010; 20 у 2002).
Національний склад:
- росіяни — 50 %